# Новоселівка (Керченський район)
Новосе́лівка (крим. Novoselivka, раніше — Шепетіївка, Ново-Шебетіївка) — село в Україні, у Керченському районі Автономної Республіки Крим.
Відстань до райцентру становить близько 32 км і проходить автошляхом E97, із яким збігається М17.